# Катастрофалният артист
„Катастрофалният артист“ (на английски: The Disaster Artist) е книга от 2013 г., написана от Грег Сестеро и Том Бисъл. В нея Сестеро описва проблемната продукция на култовия филм „Стаята“ от 2003 г., препятствията, с които се е сблъсквал като млад актьор, и отношенията си с режисьора на „Стаята“ Томи Уайзоу.
През 2017 г. излиза филмова адаптация със същото заглавие, режисирана и продуцирана от Джеймс Франко, който изпълнява и ролята на Уайзоу, а брат му Дейв Франко е съпродуцент и играе ролята на Сестеро.

## Аудиокнига
През май 2014 г. издателството Тантор Аудио публикува аудио версия на книгата. Дикторът е Сестеро, а имитацията му на Уайзоу в аудиокнигата получава похвали от критиката, включително от „Хъфингтън Поуст“ и „Пъблишърс Уийкли“.